# Suleyman II
Rukn al-Dīn Suleymān Shāh, anche Suleyman II (fl. XII-XIII secolo), fu sultano del Sultanato turco di Iconio (o di Rum) dal 1196 al 1204. Apparteneva alla dinastia selgiuchide.
Figlio del sultano Qilij Arslan II, quando (1186) il padre divise i domini del sultanato tra i figli, si stabilì a Tokat. Scomparso il fratello maggiore Qutb ad-Dîn Malik Shah nel 1197, Suleyman mosse contro il fratello, il sultano Kaykhusraw I e gli strappò il trono.
Suleyman II avviò un'energica politica estera per estendere i domini del sultanato di Rum. Vittorioso contro i bizantini, fu inizialmente non aggressivo nei confronti del limitrofo Regno di Georgia. Nel 1201 Suleyman II conquistò Erzurum, la capitale degli Uçbey Saltukidi, a quel tempo ormai tributari dei georgiani, aprendo la contesa. Le armate del sultano di Rum vennero però pesantemente sconfitte dai georgiani nella Battaglia di Basian nel 1203.
Scomparso Suleyman II, gli succedette il figlio Qilij Arslan III che regnò per un solo bienio (1204-1205) dopo il quale Kaykhusraw I tornò sul trono dei selgiuchidi di Rum.